# Padroense Futebol Clube
O Padroense Futebol Clube é um clube português sediado no Padrão da Légua, na antiga Freguesia da Senhora da Hora, Município de Matosinhos, Distrito do Porto. O clube foi fundado em 10 de Janeiro de 1922 e o seu atual presidente é Germano Pinho. O seu atual treinador é Augusto Maia "Leão" e os seus jogos em casa são disputados no Estádio do Padroense FC.
A equipa de futebol sénior participa, na época de 2023/24, na Divisão de Elite Pró-Nacional da Associação de Futebol do Porto.

## História
O Padroense Futebol Clube, foi fundado no ano de 1922. O primeiro campo do Padroense FC foi na “saibreira” passando depois para o “campo vadio” (onde hoje fica a escola Secundária), para finalmente ir para o Monte da Mina, junto aos terrenos onde hoje está a Igreja do Padrão da Légua.
A sede do clube foi inicialmente um pequeno quarto na casa do Sr. Justino, onde se guardavam todos os pertences do clube, passando depois para a casa dos Tamanqueiros, para finalmente se estabelecer na Rua Nova do Seixo, na chamada segunda casa do Sr. "Abade” que pertencia ao padre Meão, que por coincidências do destino é hoje a residência pessoal do seu ex-Presidente, Germano Pinho.
O primeiro equipamento foi feito em pano branco por uma costureira, tinha uma única risca vermelha, horizontal, e calções brancos, ao contrário do atual, que em fundo branco apresenta três riscas vermelhas horizontais e calções azuis.
A única modalidade praticada nesta primeira fase do clube foi o futebol. O primeiro jogo oficial foi disputado com o Leixões, no antigo Campo de Santana onde perdeu por 6-1.
O clube disputava a 1ª Divisão do campeonato de Promoção do concelho de Matosinhos, tendo conquistado o respetivo título, pelo menos nos anos de 1932, 1933 e 1934, como consta em Diploma existente atualmente no património do clube.
Em data não perfeitamente determinada, o clube participou na Taça de Portugal, num jogo disputado com o Leixões no antigo Campo do Ameal.
Aquelas que devem ser as duas maiores vitórias do Padroense FC, ao longo da sua existência, foi a conseguida pelo Escalão Sénior contra o Baliense, por 23–2 (data desconhecida), no campo do Monte da Mina e pelo Escalão de Juniores A - Sub 19 ao Torre de Moncorvo por 21–1, jogo disputado na época 2015/16, no Campo Sintético do Padroense.
A partir de 1948, verificou-se uma expansão desportiva do clube, tendo sido praticadas sucessivamente as modalidades de: Futebol, Voleibol, Ténis de Mesa, Bilhar, Ciclismo, Boxe, Andebol e Pesca Desportiva. Para além destas modalidades existiu também uma secção de teatro e representação. 
Posteriormente, por dificuldades materiais, humanas e financeiras, algumas destas modalidades vieram a cair em inatividade praticando-se, no presente, somente Futebol e Andebol.
A sede do clube na altura na Rua Nova do Seixo, na casa do padre, transfere-se para o edifício próprio, em que hoje existem dois estabelecimentos propriedade do Clube, para em 1998 se fixar no Estádio do Clube, onde ainda hoje permanece.

## Futebol
O futebol é a única modalidade que se manteve ininterruptamente em atividade, tendo conseguido ao longo dos anos alguns títulos regionais.
Um dos maiores feitos da sua equipa principal registou-se no ano de 2003/04 com a obtenção do segundo lugar no campeonato distrital da divisão de honra da Associação de Futebol do Porto, que deu acesso ao Campeonato Nacional da 3.ª Divisão. Na época 2004/05, o Padroense volta a participar na Taça de Portugal, tendo sido eliminado após prolongamento pelo Canedo por 3 a 4. Posteriormente, mais concretamente na Época 2010/11, o Padroense FC atingiu o seu maior feito a nível desportivo com a conquista do Título de Campeão Nacional da II Divisão, zona Centro, no escalão Sénior. Na época 2017/18, atingiu a nível Distrital a Final da Taça da Associação de Futebol do Porto, tendo sido derrotado em desempate através da marcação de grandes penalidades (4–3) pelo seu opositor Sport Clube de Rio Tinto.
Não se sabe concretamente quando foi criada a secção de juniores, mas pensa-se ter acontecido em 1958. Na época 2009/10, este mesmo escalão conseguiu escrever mais uma página na história do Clube, ao subir ao Campeonato Nacional de Juniores A - 2ª Divisão.
Posteriormente, na época 2015/16 escalão de Juniores "A" sub 19, atingiu direito à participação no Campeonato Nacional 1ª Divisão da FPF, onde esteve durante a época seguinte (2016/17), estando agora a disputar o mesmo Campeonato, mas na II Divisão.
A secção de juvenis foi criada na época 1973/74. Na época 2000/01, o Padroense consegue ser pela primeira vez o clube com mais jogadores na seleção Nacional de Sub 16, com 6 atletas. Nessa mesma época ascende ao Campeonato Nacional de Juniores B, onde ainda se encontra.

### Histórico (inclui 18/19)
|                   | Nº Presenças | Títulos |
| ----------------- | ------------ | ------- |
| Temporadas na 1ª  | 0            |         |
| Temporadas na 2ª  | 0            |         |
| Temporadas na 2ªB | -            |         |
| Temporadas na 3ª  | -            |         |
| Taça de Portugal  | -            |         |
| Taça da Liga      | 0            |         |

## Andebol
Esta secção foi criada em 1955 com a modalidade de onze. O primeiro jogo foi contra o Infesta a contar para o Campeonato Popular. Só mais tarde o clube se iniciou na modalidade de sete e fez o primeiro jogo com o Leça, perdendo por 10–9 e depois ganhou todos os restantes jogos do campeonato regional de 2ª Divisão, sagrando-se portanto, logo no 1º ano, campeão 1956/57. Para subir de divisão, disputou no Pavilhão dos Desportos, dois jogos com o Progresso que venceu respectivamente por 11–9 e 17–8. Foi num destes jogos que o adepto de nome Carrilano, entusiasmado com o desenrolar do jogo caiu da bancada sobre um polícia. Na modalidade de onze, há a registar a vitória no Campeonato Regional da 2ª Divisão 1959/60 e a repetição do mesmo em 1966/67. De destacar também a presença em vários campeonatos e no “Metropolitano”.
O Padroense nesta modalidade orgulha-se em ter os seguintes internacionais:
Manuel Mendes – 1960
Joaquim Seabra – 1965
Jorge Falapim – 1965 – capitão da Selecção Nacional de Juniores.
Paulino Pais – Selecção Regional do Porto.
Na modalidade de sete, para além de se ter sagrado campeão de 2ª Divisão Regional na categoria de Seniores em 1956/57, há ainda a registar a conquista do Campeonato Nacional de Juniores em 1964/65 e um brilhante 4º lugar no Campeonato Nacional de Juvenis em 1971, ano em que foi criada esta categoria. 
Depois de um interregno de vários anos, em 1997, o Andebol voltou ao Padroense F. C., inicialmente e durante uma época com seniores masculinos. Na época seguinte os seniores deram lugar a um trabalho de base na formação, criando ao longo de várias épocas diversos escalões masculinos e femininos. Atualmente a Secção conta com os escalões de masculino desde os minis aos seniores e no feminino encontra-se a realizar captações. O Padroense usa para treinos o Pavilhão da Escola Secundária do Padrão da Légua e para jogos além deste pavilhão também joga no Pavilhão Municipal de Leça do Balio.
Têm sido muitos os títulos conquistados, destacando aqui alguns:
- 1997/98 – Campeonato Regional de Infantis Masculinos
- 1999/00 – Torneio Leõezinhos – Infantis Masculinos
- 2001/02 - Super Festand de Leiria – Minis
- 2001/02 – Campeonato Regional da 1ª Divisão de Minis
- 2001/02 – Campeonato Regional da 2ª Divisão de Juvenis Masculinos
- 2002/03 – Campeonato Regional da 2ª Divisão de Iniciados Masculinos
- 2003/04 – Taça S. João Infantis Masculinos
- 2003/04 – Torneio Internacional de Barcelona – Alevis Mixte
- 2004/05 – Campeonato Regional da 2ª Divisão de Juvenis
- 2004/05 – Taça Associação de Andebol do Porto Jun/Sem –
- 2004/05 – Campeonato Regional da 2ª Divisão de Infantis
- 2005/06 – Torneio Internacional Nazaré Cup – Iniciados
- 2005/06 – Taça Associação de Andebol do Porto – Juvenis
- 2005/06 – Taça de Encerramento – Iniciados
- 2007/08 – Campeonato Regional da 1ª Divisão de Juvenis - Juvenis B

## Ligações Externas
- padroensefc
- AF Porto